# Synchronicity (filme)
Synchronicity é um filme de ficção científica produzido nos Estados Unidos, dirigido por Jacob Gentry e lançado em 2015.